# استیو باتل
استیو باتل (انگلیسی: Steve Buttle; ۱ ژانویهٔ ۱۹۵۳ – ۵ ژوئن ۲۰۱۲) بازیکن فوتبال اهل بریتانیا بود.
از باشگاه‌هایی که در آن بازی کرده‌است می‌توان به باشگاه فوتبال ایپسویچ تاون و باشگاه فوتبال ای‌اف‌سی بورنموث اشاره کرد.